# Dečani kolostor
A dečani kolostor (szerbül Манастир Високи Дечани / Manastir Visoki Dečani, albánul Manastiri i Deçanit) jelentős szerb ortodox keresztény kolostor, mely Koszovó Metóhia (Metohija) nevű régiójában, vagy más megközelítéssel Szerbia délnyugati részén helyezkedik el, mindössze 12 km-nyire délre Peć városától. A kolostor katholikonja (főtemploma) a legnagyobb középkori eredetű templom a Balkánon.

## Története
A kolostort egy gesztenyeligetben alapította III. István Uroš szerb király 1327-ben. Eredeti alapító okirata 1330-ból származik. A rákövetkező évben a király meghalt, és hamvait a kolostorban temették el, melyet innentől kezdve szent helyként tiszteltek. Az építkezések a király fiának, IV. István Uroš szerb cár uralkodása idején is folytatódtak 1335-ig, ám a falfestmények nem készültek el, csak 1350-re.
A kolostort a keresztény Pantokrátor tiszteletére emelték vörös-lilás és halványsárga márványelemekből, és az építkezésen dolgozókat a ferences rend egyik tagja, Kotor vitusa irányította. A templom jól felismerhető impozáns méretéről, illetve román és kora gótikus építészeti stílusáról és formáiról. A jó állapotban fennmaradt és nagy méretű freskóktól eltekintve a templom belső része az eredeti 14. századi belsőt mutatja, illetve az alapító sírboltját is tartalmazza. A kolostor 1990-ben felkerült a Szerbia Kiemelkedő Fontosságú Kulturális és Műemlékeinek Listájára. 2004-ben az UNESCO felvette a kolostort a világörökségi listájára. Az indoklásban az áll, hogy itt találhatóak a legbecsesebb példái a szerb területek bizánci művészetének, illetve a 14. századi életmód megbízható feljegyzései. 2006-ban a veszélyeztetett világörökségi helyszínek listájára is felkerült a műemlék, mivel a templom az albán etnikumú és muszlim vallású lakosság részéről támadásoknak volt kitéve, ezért az ENSZ KFOR missziójának őrizete alatt áll.

## Galéria

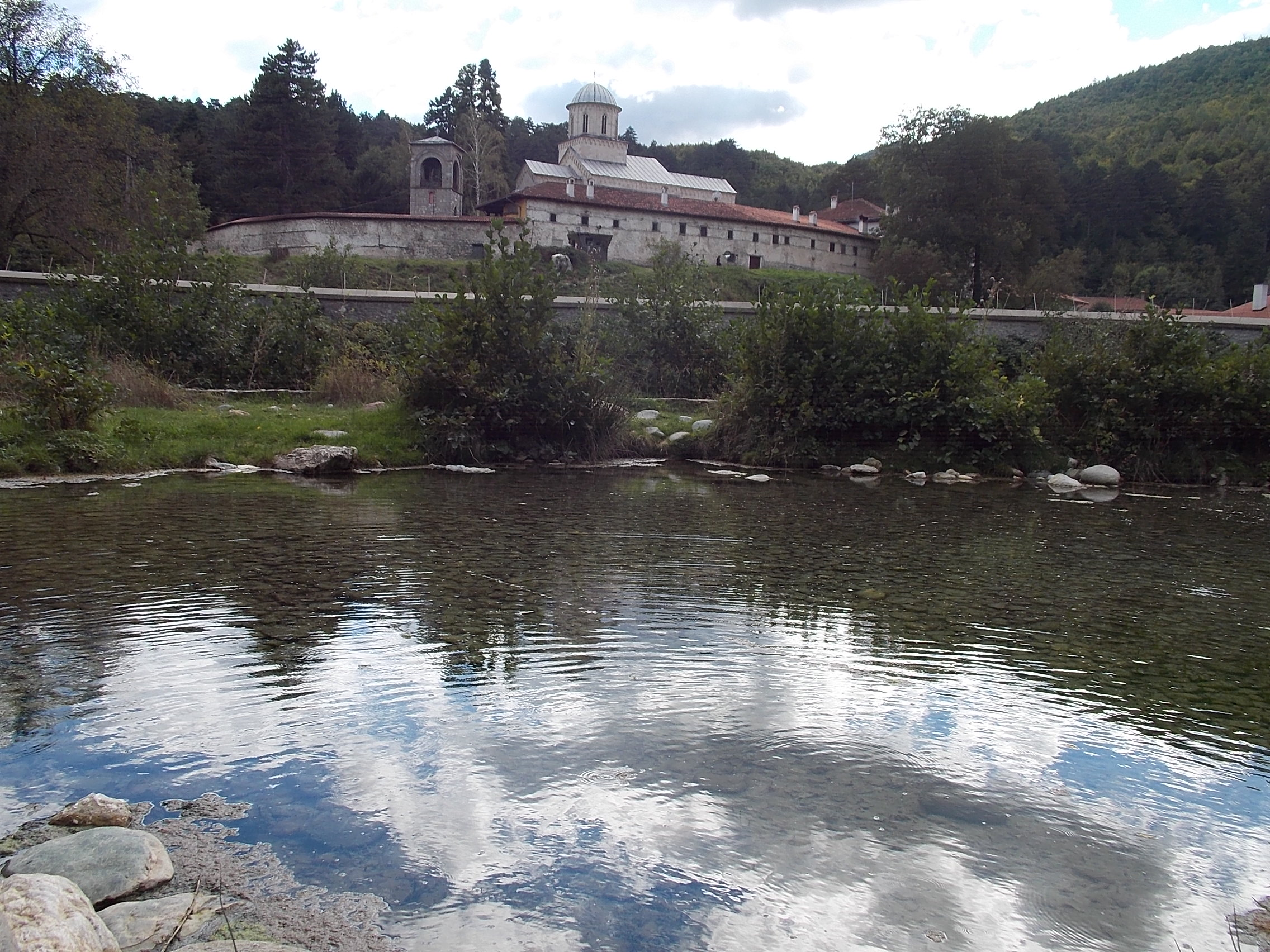
A kolostor
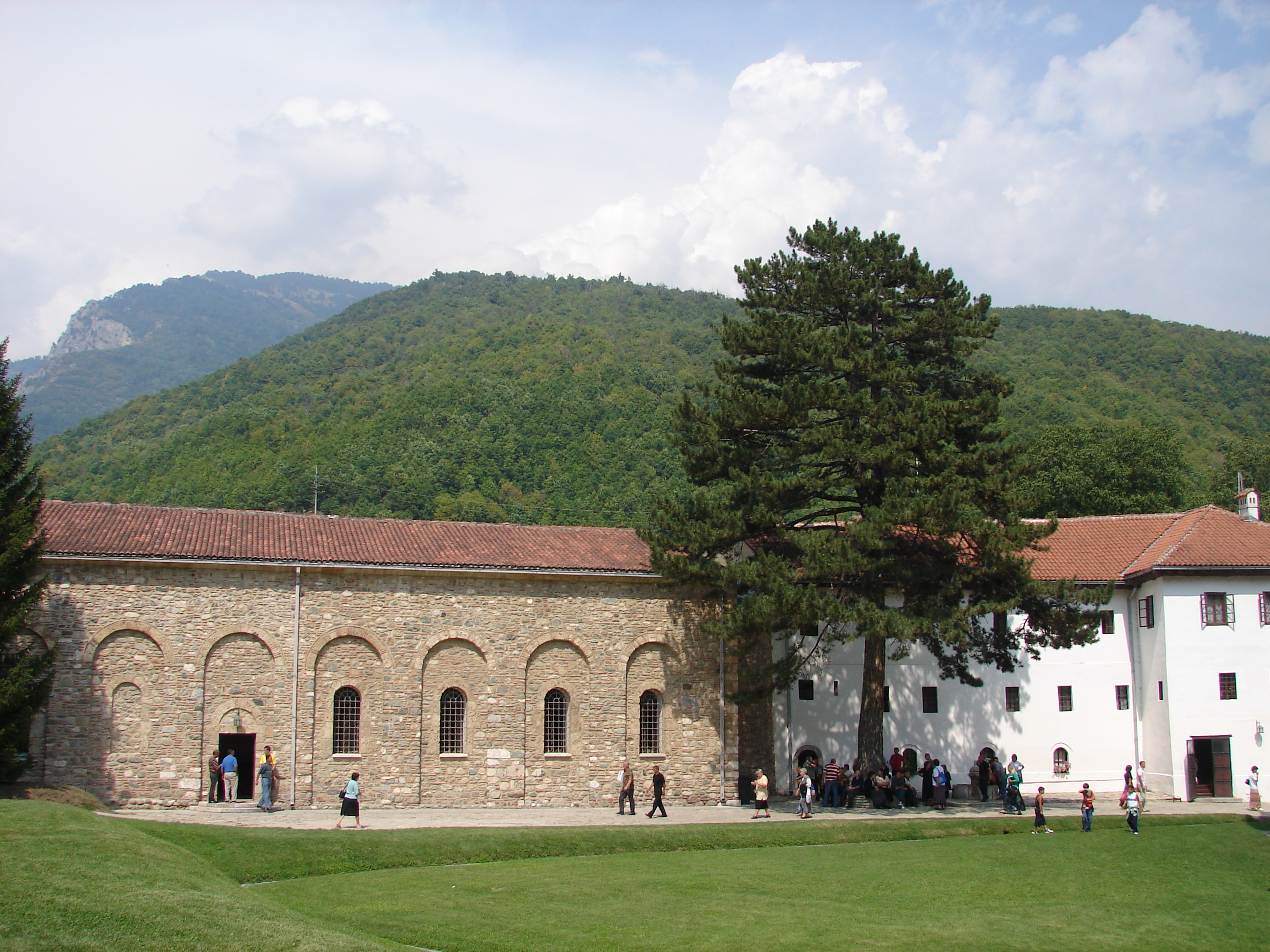
A belső udvar
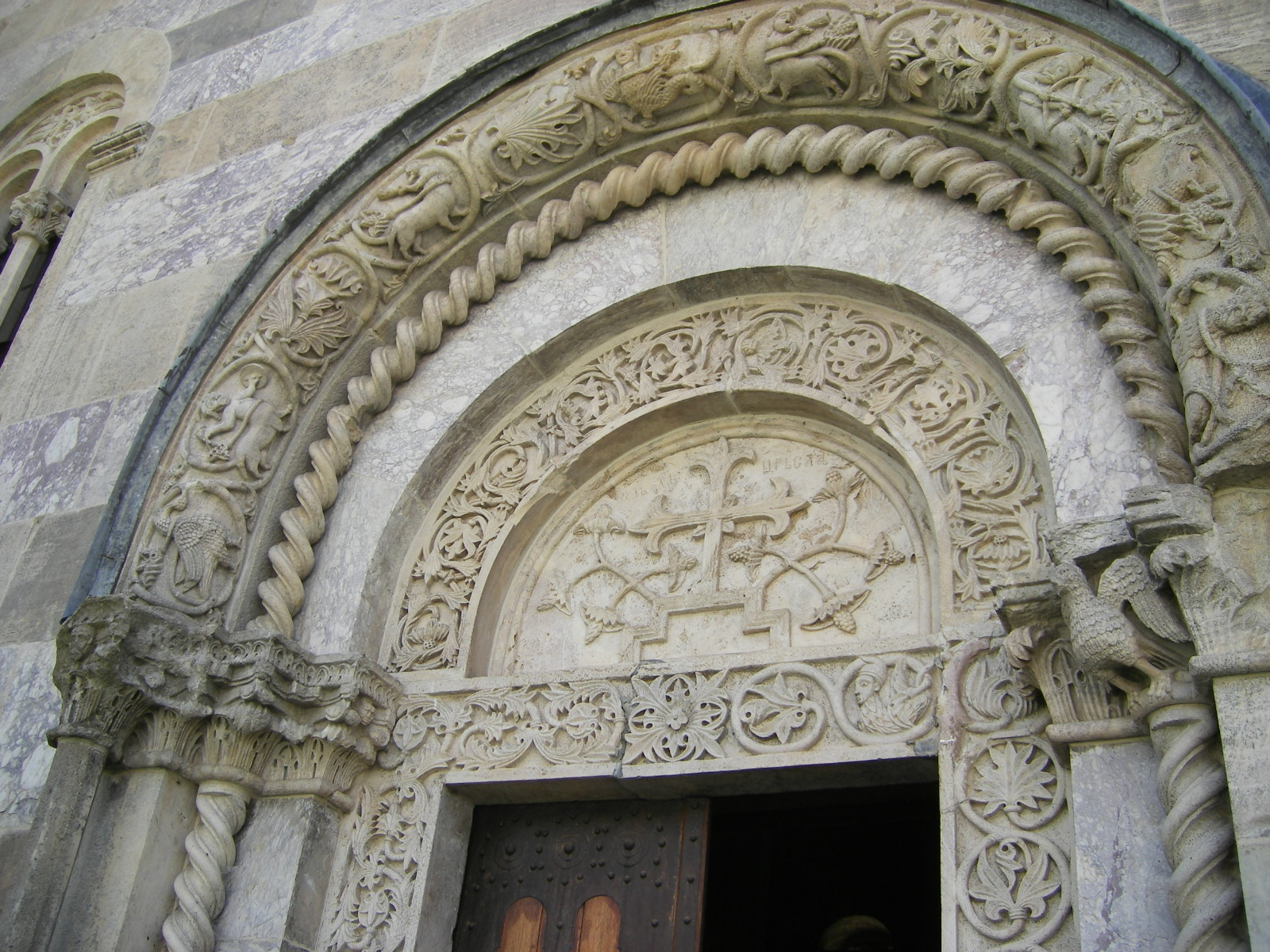
A katholikon bejárata
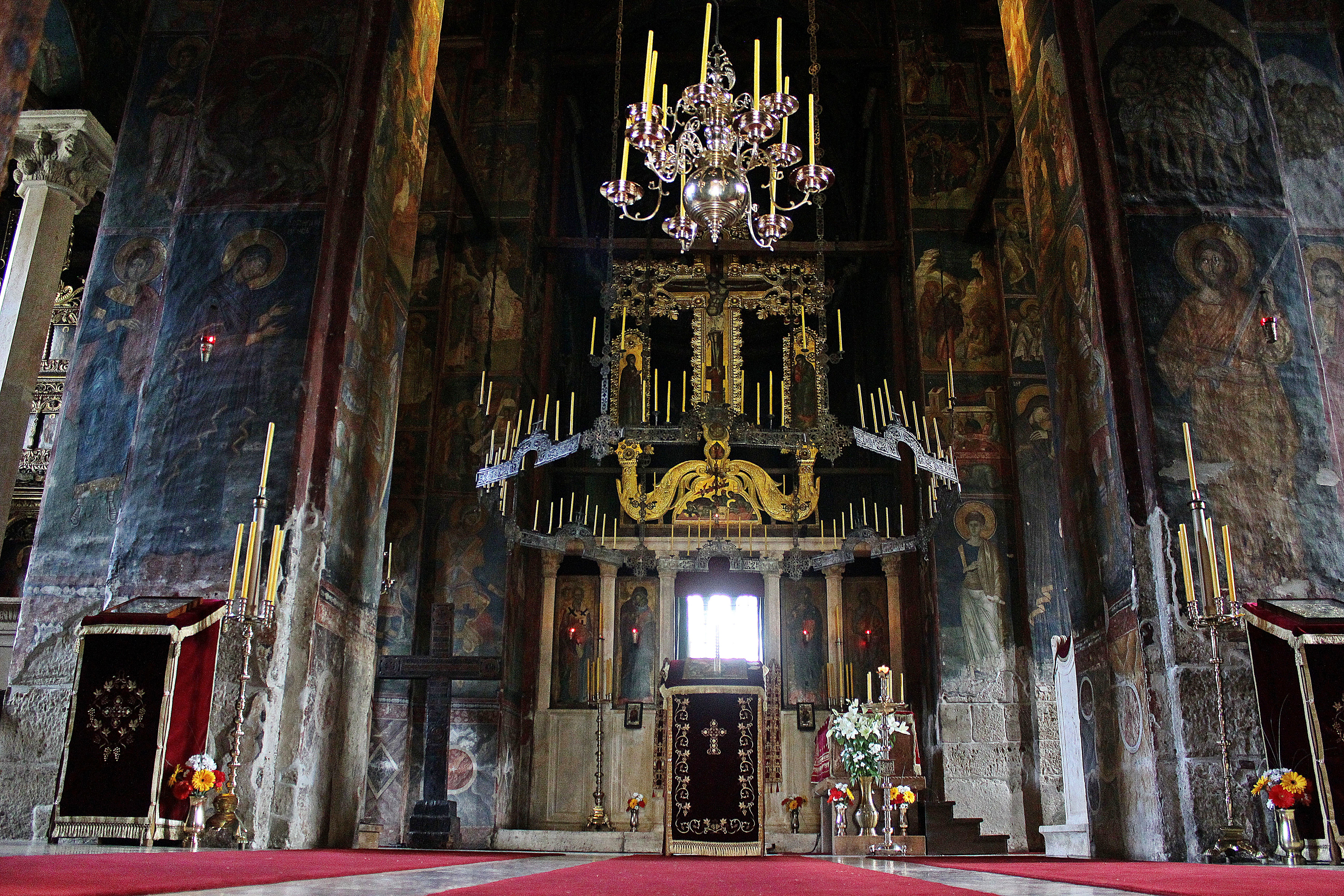
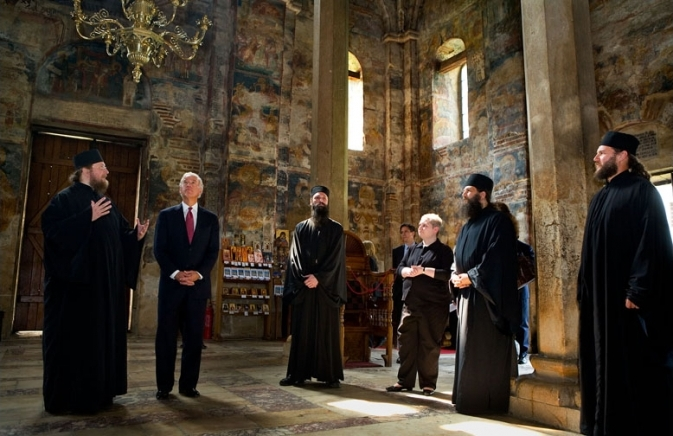
Joe Biden amerikai alelnök látogatása a kolostorban
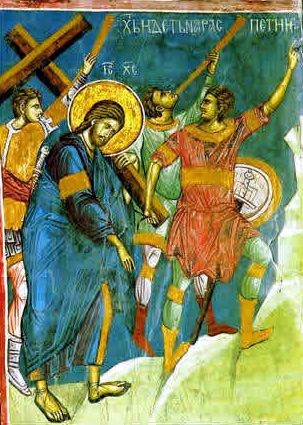
Krisztus a kereszttel
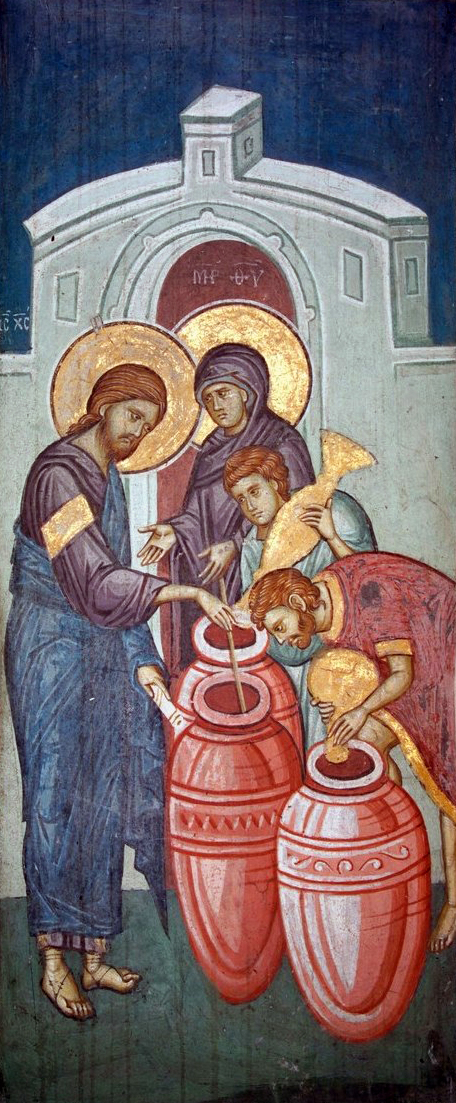
A Kánai menyegző, freskó a Dečani kolostorban
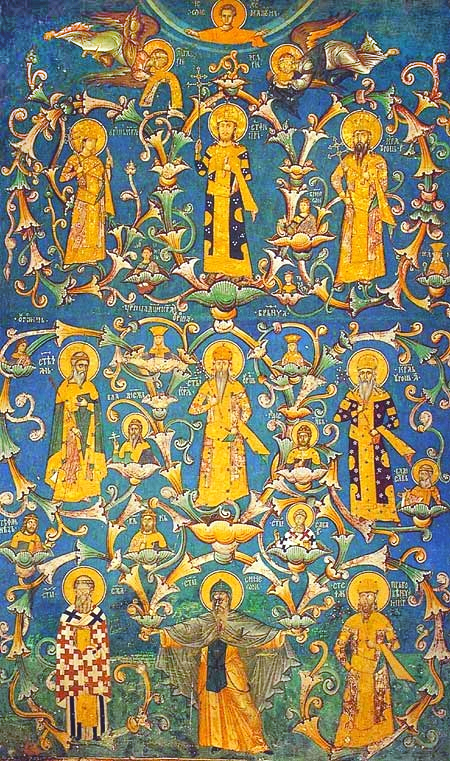
A Nemanjić háza freskó a Dečani kolostorban
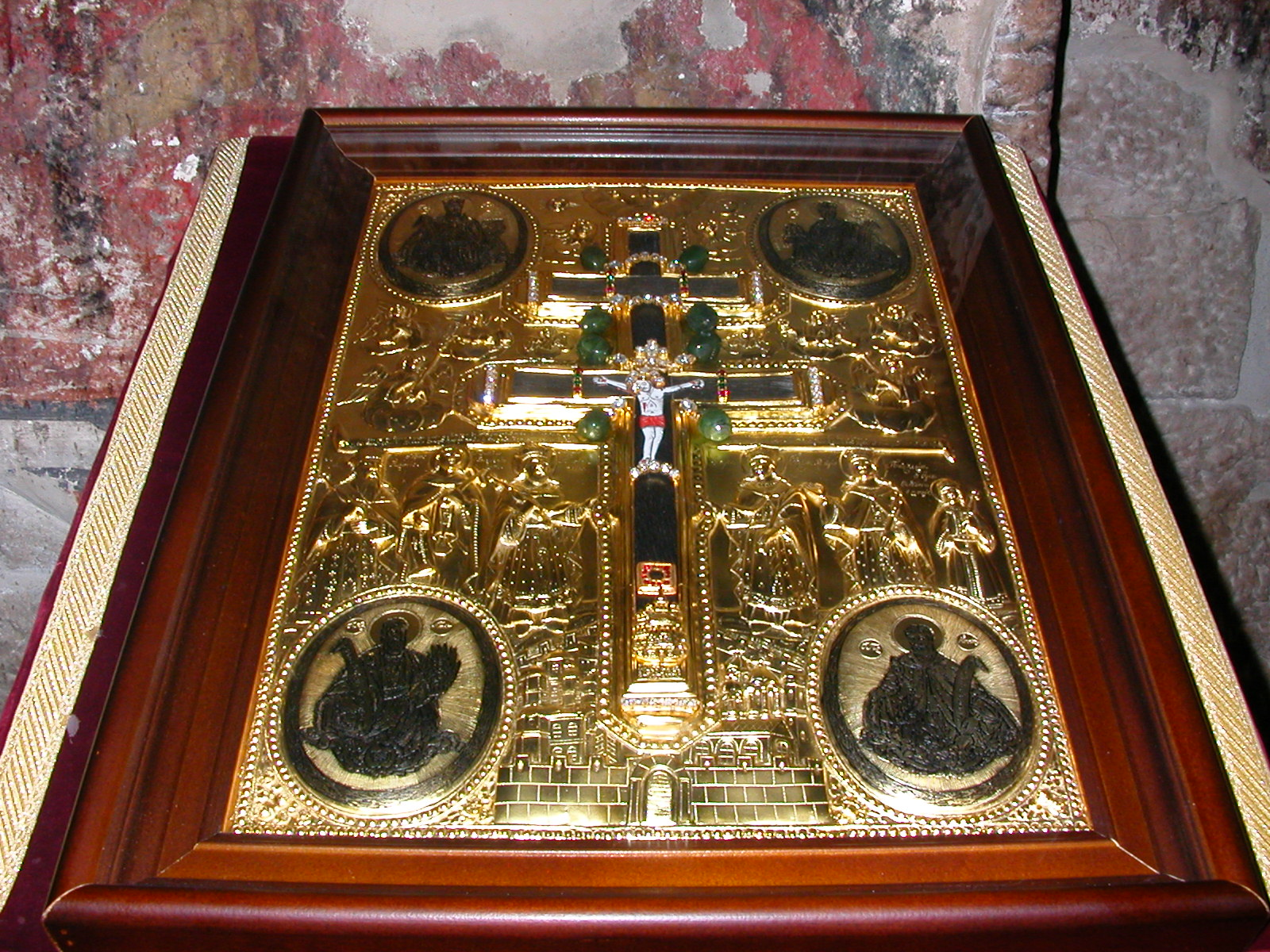
A Szent Kereszt relikviája
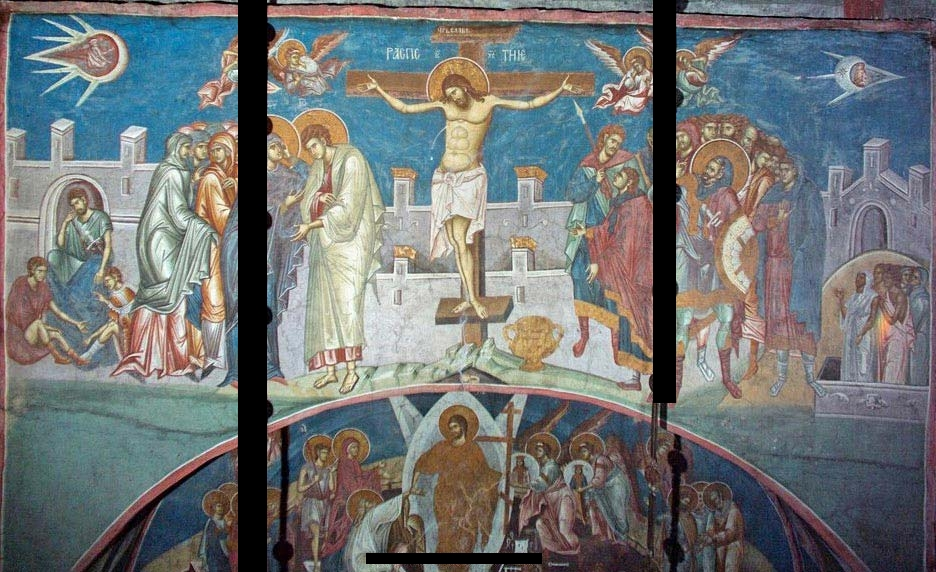
Jézus keresztrefeszítése

## Fordítás
Ez a szócikk részben vagy egészben  a   Visoki Dečani című angol Wikipédia-szócikk ezen változatának fordításán alapul.  Az eredeti cikk szerkesztőit annak laptörténete sorolja fel. Ez a jelzés csupán a megfogalmazás eredetét és a szerzői jogokat jelzi, nem szolgál a cikkben szereplő információk forrásmegjelöléseként.

## Külső hivatkozások
- Evaluation by the World Heritage Committee PDF (angolul)
- Dečani Monastery Archiválva 2020. október 2-i dátummal a Wayback Machine-ben – Kosovo.net (angolul)
- Dečani Monastery – Srpskoblago.org (angolul)